# مدارس إس إس يونكر

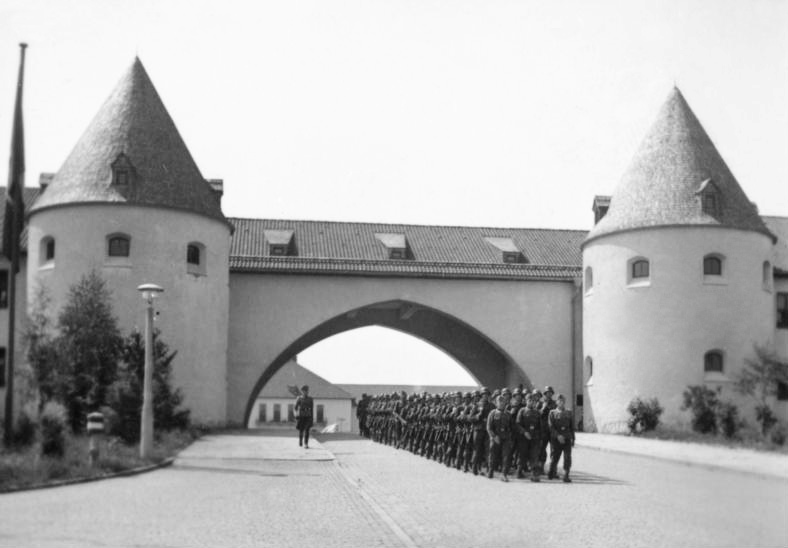
مدرسة إس إس يونكر في باد تولتس، 1942

مدارس إس إس يونكر (الألمانية SS-Junkerschulen)، كانت مرافق تدريب على القيادة للمرشحين الضباط من قوات الأمن الخاصة النازية. تم تقديم مصطلح Junkerschulen من قبل ألمانيا النازية في عام 1937، على الرغم من إنشاء المرافق الأولى في باد تولتس وبراونشفايغ في عامي 1934 و1935. وتم إنشاء مدارس إضافية في كلاغنفورت وبوزن تريسكاو في عام 1943، وبراغ في عام 1944. 
على عكس الفيرماخت (مدارس الحرب)، لم يكن القبول في مدارس إس إس يونكر يتطلب الحصول على شهادة ثانوية. قدم التدريب في هذه المدارس الأساس للتوظيف في شرطة الأمن، وجهاز الأمن، ولاحقًا في فافن إس إس. يصور هاينريش هيملر (زعيم قوات الأمن الخاصة) هذه المدارس كمؤسسات من شأنها تشكيل الطلاب للخدمة المستقبلية في صفوف ضباط قوات الأمن الخاصة.
1. ↑  Snyder, Dr. Louis L. (1994). Encyclopedia of the Third Reich. Da Capo Press. ص. 187. ISBN:978-1-56924-917-8.